# Câu lạc bộ bóng đá Bình Định
Il Câu lạc bộ bóng đá Bình Định, meglio noto come Bình Định, è una società calcistica vietnamita con sede nella città di Quy Nhơn. Milita nella V League 2, la seconda divisione del campionato vietnamita.

## Palmarès

### Competizioni nazionali
- Coppa del Vietnam: 2

2003, 2004
- V League 2: 2

2001, 2020

## Organico

### Rosa 2021
Aggiornata al 17 gennaio 2021.
| N. |                     | Ruolo | Calciatore              |
| -- | ------------------- | ----- | ----------------------- |
| 1  | Vietnam (bandiera)  | P     | Võ Doãn Thục Kha        |
| 2  | Vietnam (bandiera)  | D     | Đàm Tiến Dũng           |
| 3  | Vietnam (bandiera)  | D     | Dương Thanh Hào         |
| 4  | Vietnam (bandiera)  | D     | Hồ Tấn Tài              |
| 5  | Vietnam (bandiera)  | D     | Vũ Hữu Quý              |
| 6  | Vietnam (bandiera)  | C     | Bùi Văn Hiếu (capitano) |
| 7  | Vietnam (bandiera)  | D     | Đinh Tiến Thành         |
| 8  | Vietnam (bandiera)  | A     | Trần Đình Kha           |
| 9  | Giamaica (bandiera) | A     | Rimario Gordon          |
| 10 | Brasile (bandiera)  | C     | Hêndrio Araújo          |
| 11 | Vietnam (bandiera)  | C     | Lê Tiến Anh             |
| 12 | Vietnam (bandiera)  | C     | Trần Văn Trung          |
| 14 | Vietnam (bandiera)  | C     | Lê Tuấn Anh             |
| 15 | Vietnam (bandiera)  | D     | Nguyễn Xuân Kiên        |

| N. |                          | Ruolo | Calciatore           |
| -- | ------------------------ | ----- | -------------------- |
| 17 | Vietnam (bandiera)       | C     | Nguyễn Tấn Tài       |
| 19 | Vietnam (bandiera)       | C     | Nguyễn Hữu Định      |
| 20 | Vietnam (bandiera)       | D     | Nguyễn Huỳnh Hữu An  |
| 21 | Vietnam (bandiera)       | A     | Trần Hoàng Sơn       |
| 23 | Vietnam (bandiera)       | P     | Vũ Tuyên Quang       |
| 26 | Vietnam (bandiera)       | P     | Trần Đình Minh Hoàng |
| 28 | Vietnam (bandiera)       | C     | Đinh Hoàng Max       |
| 29 | Vietnam (bandiera)       | D     | Phạm Văn Nam         |
| 30 | Vietnam (bandiera)       | D     | Vũ Viết Triều        |
| 31 | Vietnam (bandiera)       | C     | Nguyễn Văn Danh      |
| 37 | Vietnam (bandiera)       | D     | Nguyễn Văn Thắng     |
| 40 | Corea del Sud (bandiera) | D     | Ahn Byung-keon       |
| 79 | Vietnam (bandiera)       | A     | Lê Thanh Phong       |
| 89 | Vietnam (bandiera)       | C     | Đặng Văn Trâm        |
| 91 | Vietnam (bandiera)       | A     | Lê Thanh Bình        |
| 94 | Vietnam (bandiera)       | A     | Nguyễn Xuân Nam      |